# جون باتون (عازف جاز)
جون باتون (بالإنجليزية: John Patton)‏ هو عازف جاز أمريكي، ولد في 12 يوليو 1935 في كانساس سيتي في الولايات المتحدة، وتوفي في 19 مارس 2002 في مونتكلير ‏ في الولايات المتحدة بسبب السكري.

## وصلات خارجية
- جون باتون على موقع ميوزك برينز (الإنجليزية)
- جون باتون على موقع أول ميوزيك (الإنجليزية)
- جون باتون على موقع ديسكوغز (الإنجليزية)